# David White (calciatore 1967)
David White (Urmston, 30 ottobre 1967) è un ex calciatore inglese, di ruolo centrocampista o attaccante.

## Caratteristiche tecniche
Centrocampista offensivo molto prolifico, in carriera totalizzò 101 reti in 394 partite tra First Division e Premier.

## Palmarès

### Club

#### Competizioni giovanili
- FA Youth Cup: 1

Manchester City: 1985-1986